# Psychonotis purpurea
Espèce
Psychonotis purpurea est une espèce de lépidoptères (papillons) endémique de Nouvelle-Calédonie, appartenant à la famille des Lycaenidae.

## Description
L'imago de Psychonotis purpurea est un petit papillon marron doré.

## Distribution
Psychonotis purpurea est endémique de Nouvelle-Calédonie, où elle est présente sur la côte ouest de Grande Terre, et aux îles Loyauté à Lifou,.

## Systématique
L'espèce actuellement appelée Psychonotis purpurea a été décrite par l'entomologiste britannique Herbert Druce en 1903 sous le nom initial d’Una purpurea. Elle appartient à la famille des Lycaenidae, à la sous-famille des Polyommatinae et au genre Psychonotis.

## Protection
Cette espèce n'a pas de statut de protection particulier.